# Pycnonotus xanthorrhous
Pycnonotus xanthorrhous é uma espécie de ave passeriformes da família Pycnonotidae.
Pode ser encontrada nos seguintes países: China, Hong Kong, Laos, Myanmar, Tailândia e Vietname.